# Bernhard Bogentantz
Bernhard Bogentantz, né à Liegnitz (aujourd'hui Legnica) vers 1494 (1502 d'après d'autres sources) et mort vers 1540, est un musicologue allemand, auteur d'un traité élémentaire de musique intitulé Rudimenta utriusque cantus, imprimé en 1528 à Cologne.